# 加須警察署
加須警察署（かぞけいさつしょ）は、埼玉県加須市にある、埼玉県警察が管轄する警察署。署長は警視。

## 所在地
- 埼玉県加須市大門町19番53号

## 管轄区域
- 加須市

## 管内の交番・駐在所
括弧内は所在地で、いずれも加須市。

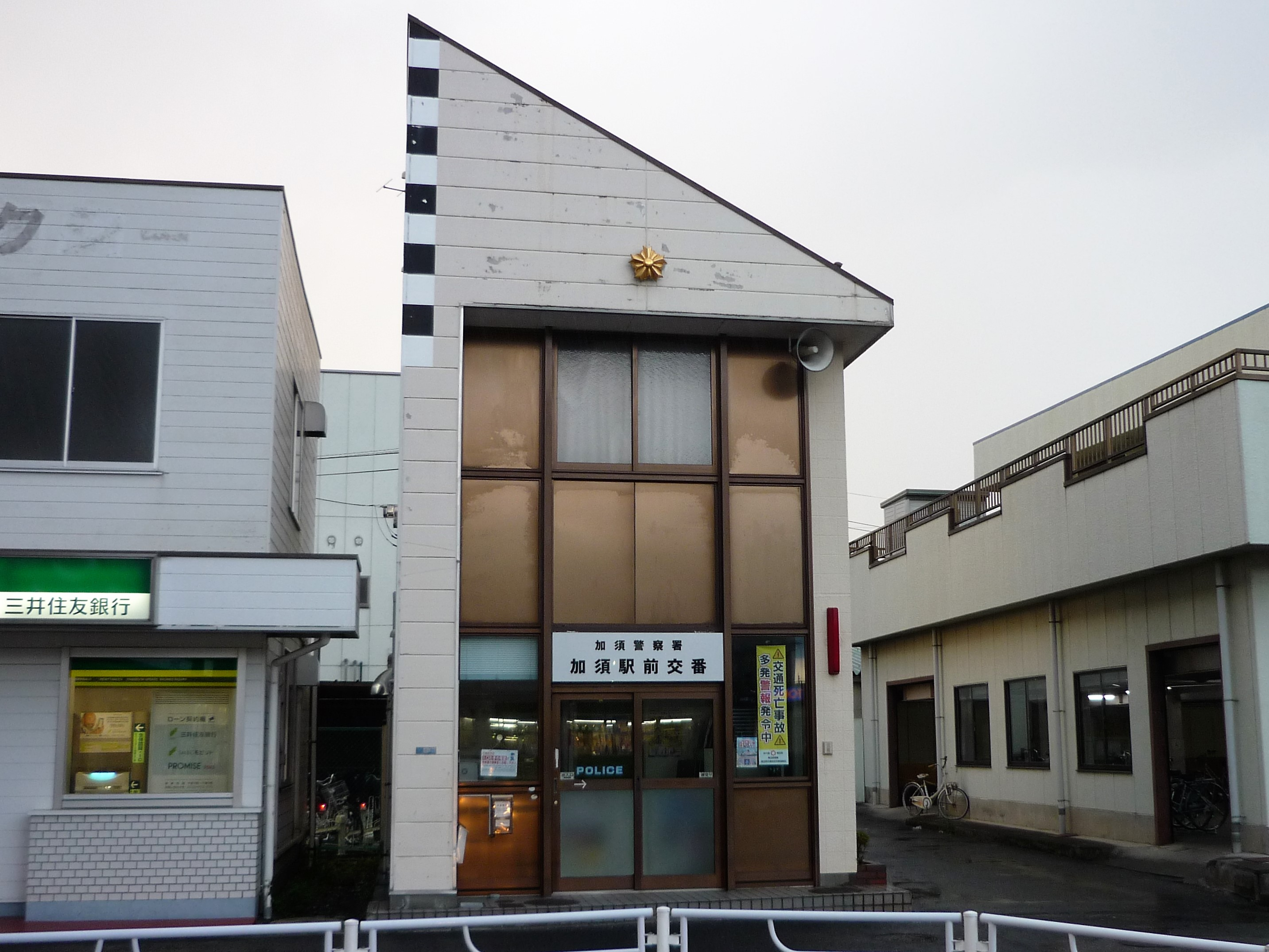
加須駅前交番（中央一丁目1番10号）
- 騎西交番（下崎408番地1）
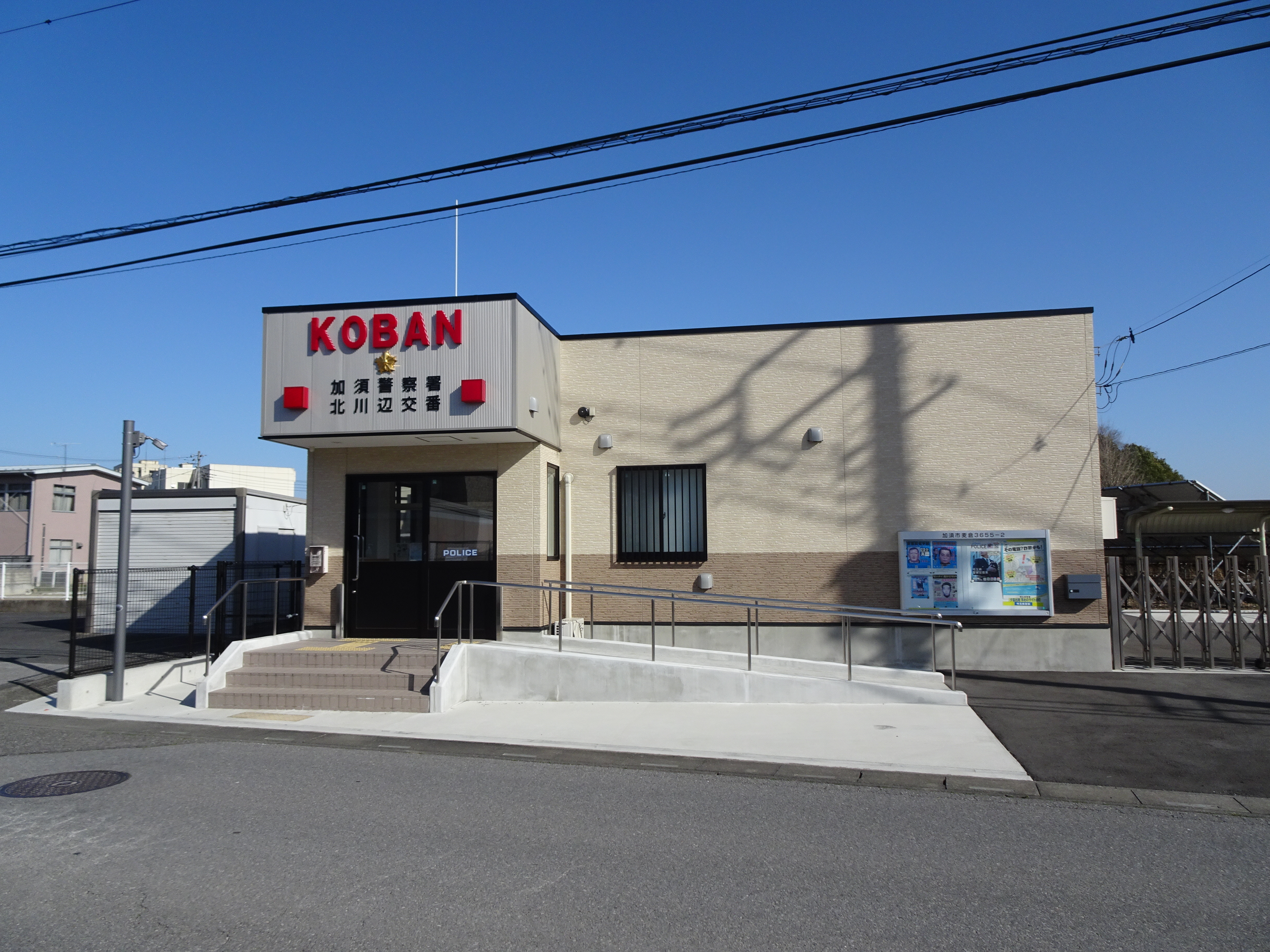
花崎交番（花崎北一丁目17番地2）
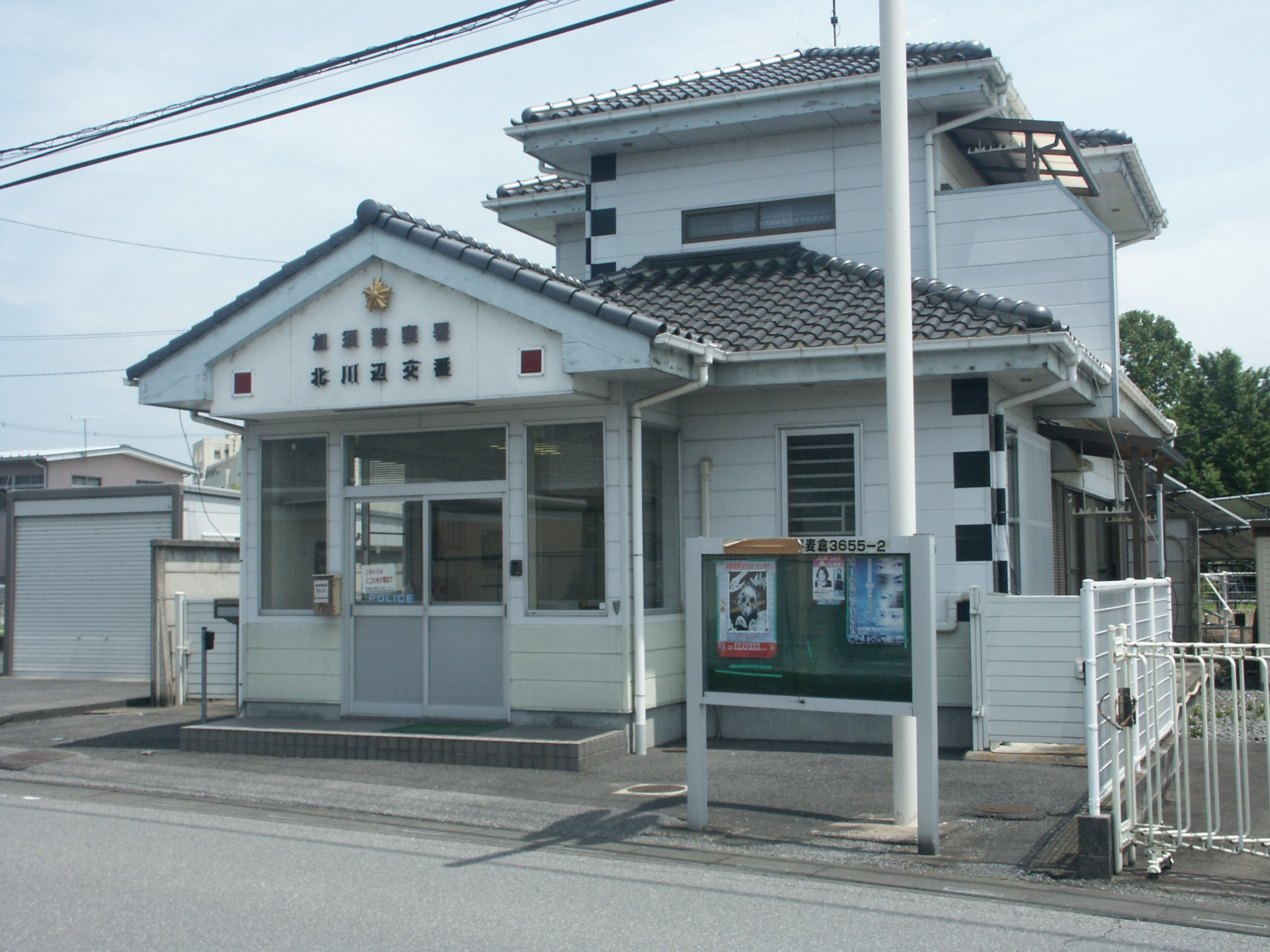
北川辺交番（麦倉3655番地2）
- 志多見駐在所（志多見647番地）
- 大越駐在所（大越1896番地1）
- 元和駐在所（北下新井341番地1）
- 原道駐在所（砂原1168番地1）
- 東駐在所（旗井476番地2）

- 加須駅前交番
- 北川辺交番
- 北川辺交番（旧建物）

## かつて設置されていた駐在所
- 北川辺中央駐在所 - 北川辺西・東駐在所と統合し、北川辺交番に変更。
- 北川辺西駐在所（麦倉1200-1） - 北川辺中央・東駐在所との統合に伴い廃止され、地域安全安心ステーションに変更。
- 北川辺東駐在所 - 北川辺中央・西駐在所との統合に伴い廃止。